# Yves Saint-Laurent (designer)
 For alternative betydninger, se Yves Saint-Laurent. (Se også artikler, som begynder med Yves Saint-Laurent)
Yves Henri Donat Mathieu-Saint-Laurent (født 1. august 1936 i Oran i Algeriet, død 1. juni 2008 i Paris) var en fransk designer af modetøj. Han anses for en af de største i det 20. århundrede.
Han var søn af en forsikringsselskabsleder. Saint Laurent forlod hjemmet i en alder af 17 år for at arbejde for den franske designer Christian Dior. Efter Diors død i 1957 blev 21-årige Yves sat i spidsen for bestræbelserne på at redde huset Dior fra finansiel ruin. Han fortsatte hos Dior til 1960.
Efter et nervesammenbrud blev Saint Laurent løst fra Dior og startede sin egen virksomhed Yves Saint Laurent, finansieret af hans partner, Pierre Bergé. Parret skiltes i 1976, men fortsatte som forretningspartnere. Yves Saint Laurent blev overtaget af Gucci-gruppen 1. november 2002.
Yves Saint Laurents kollektioner kom til at afspejle kvindens forandrede rolle i samfundet; han skabte tøj til den selvstændige og ikke mindst selvsikre, erhvervsaktive kvinde. Hans mode var ikke ukontroversiel. Han fik bl.a. kritik i USA for sin 1971-kollektion, der var inspireret af 2. verdenskrigs Paris. Og da han lancerede parfumen Opium blev han anklaget for opmuntre til narkotikamisbrug.
Han viste sig kun sjældent offentligt og var psykisk syg i lange perioder.